# TSW Pegasus Football Club
Il TSW Pegasus Football Club (天水圍飛馬足球隊S, Tiānshuǐwéi Fēimǎ Zúqiú HuìP è una società calcistica con sede nella città di Hong Kong. Milita nella Hong Kong Third Division League, la quarta divisione del Campionato di calcio di Hong Kong.

## Denominazione
- Dal 2008 al 2012: Tianshuiwei Feima Zuqiu Hui (天水圍飛馬足球隊S; TSW Pegasus Football Club)
- Dal 2012 al 2015: Taiyang Feima Zuqiu Hui (太陽飛馬足球會S; Sun Pegasus Football Club)
- Dal 2015 al 2020: Xianggang Feima Zuqiu Hui (香港飛馬足球會S; Hong Kong Pegasus Football Club)
- Dal 2020: Tianshuiwei Feima Zuqiu Hui (天水圍飛馬足球隊S; TSW Pegasus Football Club)

## Storia
La squadra è stata fondata nel 2008 con il nome di TSW Pegasus Football Club, con un budget di circa 10.000.000 dollari di Hong Kong. A luglio 2012, è stata adottata l'attuale denominazione. A luglio 2015, la squadra ha nuovamente cambiato denominazione, diventando Hong Kong Pegasus Football Club.

## Palmarès

### Competizioni nazionali
- Hong Kong Football Association Cup: 1

2009-2010
- Hong Kong Sapling Cup: 1

2015-2016

### Altri piazzamenti
- Hong Kong First Division League:

Secondo posto: 2011-2012
- Hong Kong Football Association Cup:

Finalista: 2008-2009, 2011-2012, 2012-2013
- Coppa di Lega di Hong Kong:

Finalista: 2008-2009, 2010-2011, 2011-2012
- Hong Kong Sapling Cup:

Finalista: 2016-2017

## Organico

### Rosa 2018-2019
| N. |                      | Ruolo | Calciatore             |
| -- | -------------------- | ----- | ---------------------- |
| 1  | Hong Kong (bandiera) | P     | Leung Hing Kit         |
| 6  | Hong Kong (bandiera) | C     | Mbome                  |
| 7  | Hong Kong (bandiera) | A     | Chan Siu Ki (capitano) |
| 9  | Hong Kong (bandiera) | A     | Lau Chi Lok            |
| 11 | Giappone (bandiera)  | C     | Shu Sasaki             |
| 12 | Hong Kong (bandiera) | C     | Siu Chun Ming          |
| 13 | Hong Kong (bandiera) | D     | Wong Chun Ho           |
| 14 | Hong Kong (bandiera) | D     | Jack Sealy             |
| 15 | Hong Kong (bandiera) | A     | Lo Kam Wang            |
| 16 | Hong Kong (bandiera) | C     | Law Hiu Chung          |
| 17 | Hong Kong (bandiera) | D     | Cheung Kwok Ming       |

| N. |                      | Ruolo | Calciatore      |
| -- | -------------------- | ----- | --------------- |
| 18 | Hong Kong (bandiera) | C     | Cheung Hei Yin  |
| 19 | Bulgaria (bandiera)  | D     | Rosen Kolev     |
| 20 | Brasile (bandiera)   | C     | Juninho         |
| 21 | Hong Kong (bandiera) | D     | Cheung Chi Yung |
| 22 | Hong Kong (bandiera) | D     | Wu Chun Ming    |
| 23 | Hong Kong (bandiera) | D     | Lui Kit Ming    |
| 25 | Hong Kong (bandiera) | P     | Ng Chun Fat     |
| 30 | Brasile (bandiera)   | C     | David Lazari    |
| 31 | Hong Kong (bandiera) | A     | Paul Ngue       |
| 33 | Hong Kong (bandiera) | C     | Chow Wing Hin   |
| 66 | Hong Kong (bandiera) | P     | Zhang Chunhui   |